# Massachusetts Institute of Technology

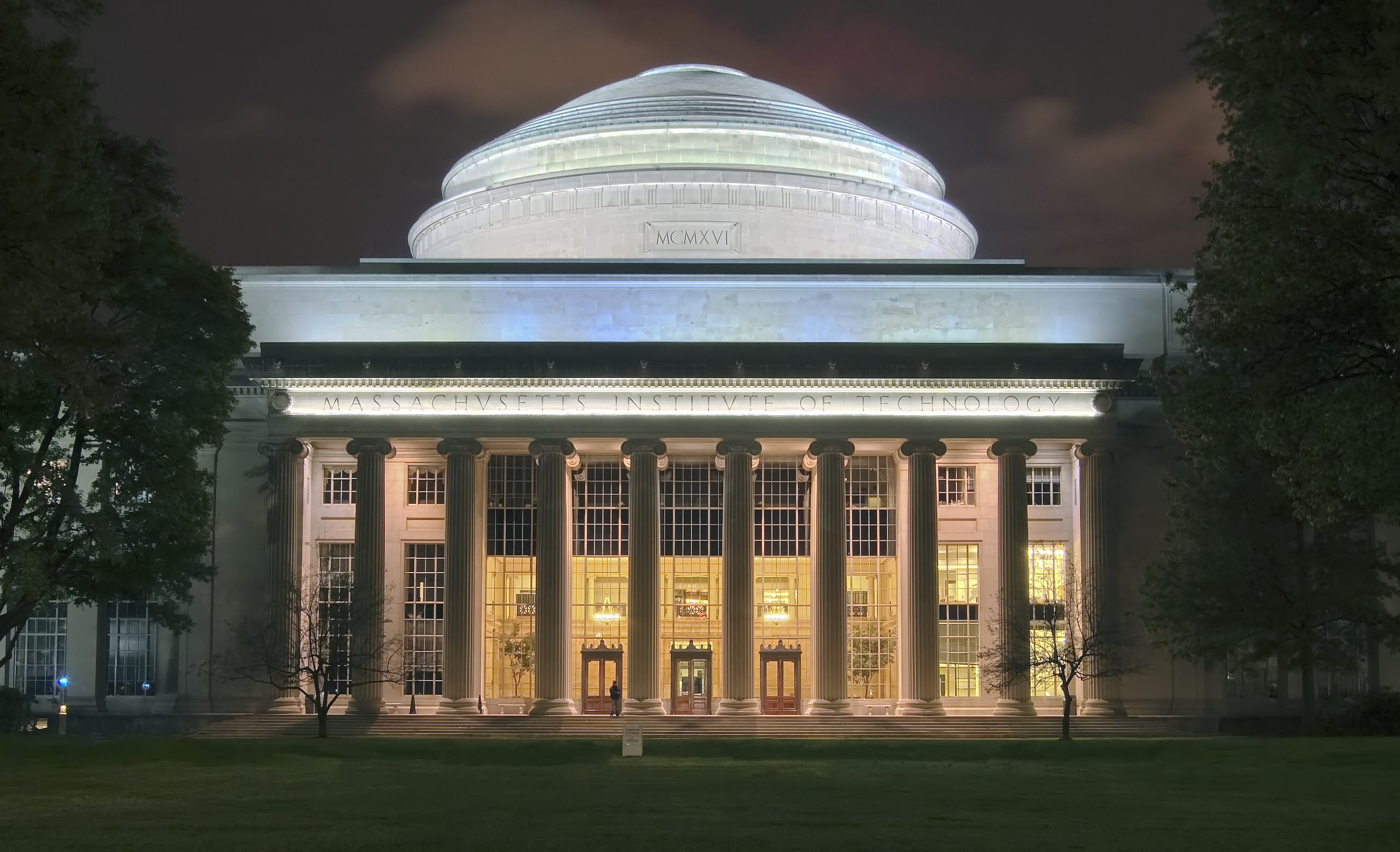
Immagine HDR del Massachusetts Institute of Technology

Il Massachusetts Institute of Technology (MIT) è una delle più importanti università di ricerca del mondo con sede a Cambridge, nel Massachusetts (Stati Uniti d'America). 

## Storia
Aperto a Boston nel 1861 dal geologo William Barton Rogers, che ne fu il primo rettore, il Massachusetts Institute of Technology sorse come istituto dedito alla ricerca applicata all'industria. Negli anni sessanta vi fu un notevole fermento culturale che portò alla nascita e allo sviluppo della cultura hacker.

## Struttura
L'istituto è organizzato nelle seguenti scuole:
- Architettura e pianificazione del territorio
- Ingegneria
- Management (MIT Sloan School of Management)
- Scienze
- Scienze umane, arte e scienze sociali

Al MIT si trovano complessi tecnologici all'avanguardia, tra i quali cinque acceleratori ad alta energia, un reattore nucleare, un laboratorio di intelligenza artificiale, un keyserver OpenPGP, il Center for cancer research, il Computer science and artificial intelligence laboratory, il Center for international studies, il Media laboratory, il Research laboratory of electronics, il Center for cognitive science e l'International financial services research center.
Il Computer science and artificial intelligence laboratory (CSAIL) derivò dall'unione, avvenuta nel 2003, fra l'Artificial intelligence laboratory e il Laboratory for computer science (ex Project MAC) ed ospita il World Wide Web Consortium.

## Casa editrice
La casa editrice MIT Press pubblica opere di linguistica, architettura, urbanistica e scienze.

## MIT OpenCourseWare
Il MIT, partecipando a un progetto denominato OpenCourseWare, ha dato avvio all'iniziativa MIT OpencourseWare, mettendo online un numero considerevole di lezioni filmate (chiamate "lecture") che si basano su libri scritti dagli stessi docenti.